# Joachim Frank
Joachim Frank (n. 12 septembrie 1940, Siegen, Germania) este un biofizician american de origine germană.
Este laureat al Premiului Nobel pentru Chimie 2017, împreună cu Jacques Dubochet și Richard Henderson, „pentru dezvoltarea microscopiei crioelectronice pentru determinarea cu rezoluție înaltă a structurii biomoleculelor în soluție”.